# Quest Kodiak
Il  Quest Kodiak è un monomotore da trasporto passeggeri ad ala alta sviluppato dall'azienda statunitense Quest Aircraft negli anni duemila.
Progettato come aereo semplice e robusto adatto anche a operare da superfici non preparate è caratterizzato principalmente dalla struttura del carrello d'atterraggio a triciclo fisso e dall'ampia carlinga squadrata, particolarità distintive del suo aspetto esteriore che lo rendono facilmente riconoscibile.

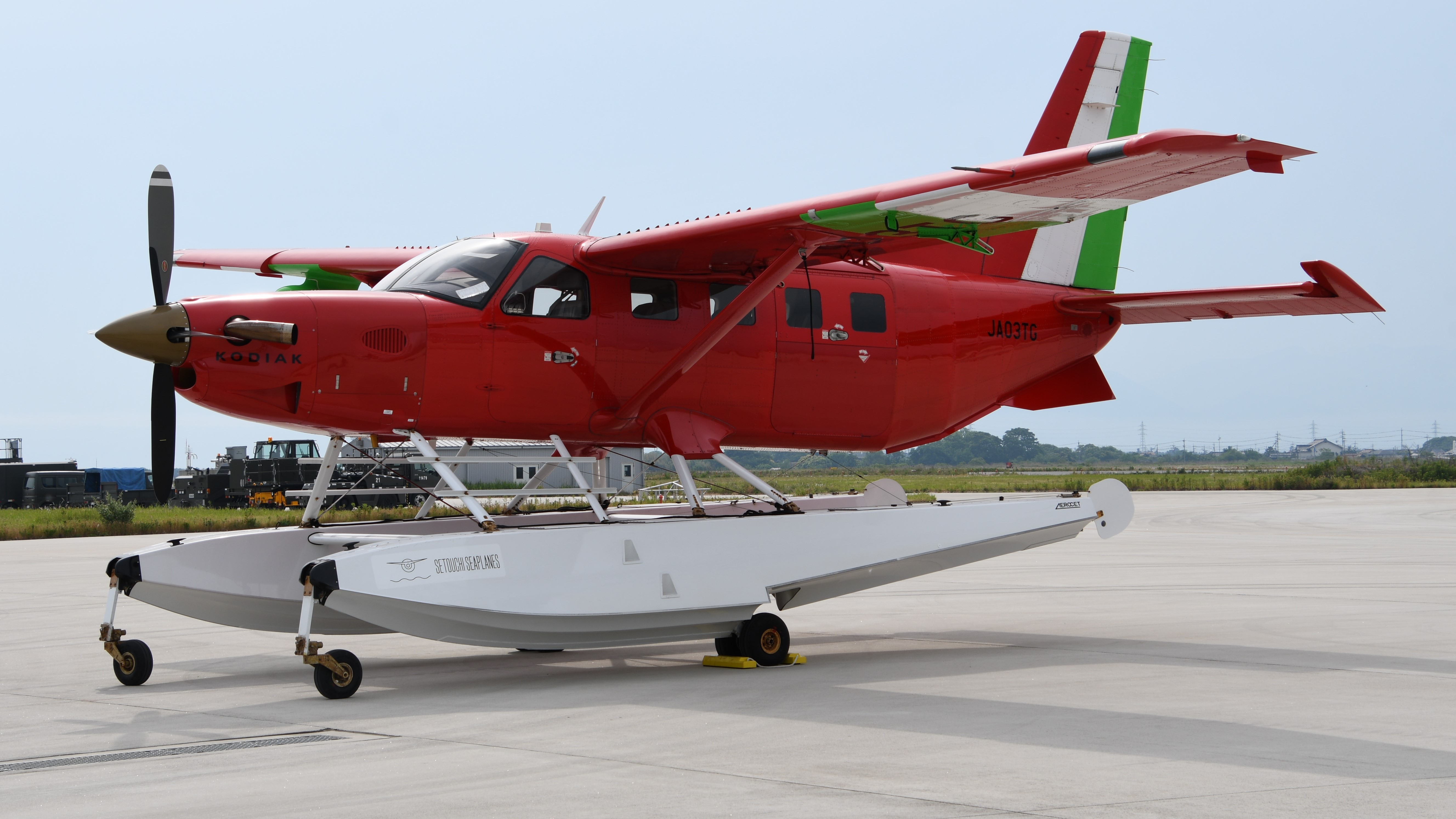
Un Daher Kodiak dotato di galleggianti.

## Storia del progetto
Progettato nel 1999 da Evan Mortenson, il Quest Kodiak viene prodotto a partire dal 2004 dalla Quest Aircraft dopo aver ottenuto la certificazione da parte della Federal Aviation Administration degli Stati Uniti il 31 maggio 2007 e nell'aprile 2017, il certificato di omologazione dall'Agenzia europea per la sicurezza aerea. 
Fin dall'inizio, l'aereo è stato progettato per poter avere indifferentemente un carrello d'atterraggio con ruote di grosso diametro facilmente sostituibili o con sci per l'atterraggio su neve o con due grossi galleggianti per farne un idrovolante.
I sedili dei passeggeri sono montati su binari e rimovibili, esistono porte di accesso per i piloti e una grande porta sulla fiancata, con gradini automatici, che consente il carico di merci o l'imbarco di otto/nove passeggeri per un totale massimo di dieci (equipaggio compreso).
Nel 2019 il produttore di aeromobili francese Daher ha acquisito la Quest Aircraft dalla Setouchi Holdings.
La versione della serie III è stata presentata a marzo 2021. Nel 2021, il prezzo del velivolo completamente equipaggiato era di 2,63 milioni di Dollari americani.

## Impiego operativo
Il primo Kodiak è stato consegnato alla Spirit Air nel gennaio 2008.
A settembre 2013 erano stati costruiti 100 Kodiak, con il centesimo aereo consegnato all'operatore statunitense Sunstate Aviation.
Il 200° aeromobile è stato consegnato nel dicembre 2016 per una produzione annua record di 36 Kodiak, mentre l'impianto di produzione è stato ampliato del 25% nel settembre dello stesso anno per far fronte alla crescente domanda.
Il 250º esemplare è stato consegnato nel 2018 mentre il 300° aeromobile è stato consegnato nel dicembre 2021, in tale data l'intera flotta di Kodiak ha registrato complessivamente oltre 278.700 ore di volo.

## Utilizzatori

### Civili
Stati Uniti
- Bridger Aerospace

4 Kodiak 100 in organico al giugno 2023.

### Militari
Angola
- Força Aérea Nacional Angolana

2 Kodiak 100 da trasporto e 1 Kodiak 100 da sorveglianza in servizio al febbraio 2024, più 1 ulteriore Kodiak 100 da sorveglianza ordinato agli inizi dello stesso mese.